# 1418년

## 연호
- 명(明) 영락(永樂) 16년
- 일본(日本) 오에이(応永) 25년

## 기년
- 명(明) 성조 영락제(成祖 永樂帝) 16년
- 조선(朝鮮) 태종(太宗) 18년

## 사건
- 음력 5월 - 충녕대군, 세자로 임명됨
- 음력 8월 - 세종대왕, 왕위에 오름

## 탄생
- 4월 26일 - 조선 5대 국왕 문종의 정비 현덕왕후. (~1441년)
- 12월 23일 - 조선 7대 국왕 세조의 정비 정희왕후. (~1483년)

### 미상
- 조선 초기의 학자 성삼문. (~1456년)

## 사망
- 3월 20일 - 태종의 넷째아들, 세종의 친동생, 정소공주, 문종, 세조의 숙부 성녕대군. (1405년~)

### 미상
- 소헌왕후의 아버지, 세종의 장인, 문종&세조의 외조부 심온. (1375년~)
- 조선의 무신 강상인. (1369년~)